# Philippe Schepens
Philippe Schepens (Oostende, 10 november 1954) is een voormalig Belgisch voetballer. Hij was een verdediger en speelde meer dan 200 wedstrijden voor Cercle Brugge in de Belgische eerste klasse.

## Spelerscarrière
Schepens begon zijn carrière in 1972 bij AS Oostende. De club speelde toen nog in derde klasse, maar promoveerde twee keer op rij en speelde vanaf 1974 in eerste klasse. Na drie seizoenen degradeerde club echter opnieuw, waarop Schepens naar Cercle Brugge verhuisde.
Schepens werd meteen een vaste waarde in de Brugse verdediging, maar desondanks moest Cercle op het einde van het seizoen degraderen naar tweede klasse. Schepens bleef de club echter trouw en keerde na één seizoen al terug naar de hoogste afdeling. Schepens verloor zijn basisplaats niet en won in 1981 zelfs de Pop-Poll d'Echte, een prijs die de supporters van Cercle Brugge jaarlijks uitreiken aan hun speler van het jaar. 
Vanaf 1984 kwam hij minder aan spelen toe, maar desondanks kreeg hij in 1985 een basisplaats in de bekerfinale tegen KSK Beveren, die door Cercle werd gewonnen na strafschoppen. Een jaar later stopte hij met voetballen.

## Trainerscarrière
Na zijn spelerscarrière werd Schepens beloftentrainer bij KV Oostende, de club die ontstaan was uit een fusie tussen VG Oostende en zijn ex-club AS Oostende. Later werd hij ook nog trainer van Gold Star Middelkerke en KV Eendracht Aalter.

## Erelijst
| Beker van België       | 1x | 1984/85 |
| Kampioen Tweede klasse | 1x | 1978/79 |